# Rugby a 15 nel 1920

## Attività internazionale

### Tornei per nazioni
|  | Cinque Nazioni  | Galles, Inghilterra, Scozia ex aequo |
|  | Giochi Olimpici | Stati Uniti                          |

### Tour
- La Nuova Zelanda si reca in Australia con alcune partite anche in patria

- Gli  Stati Uniti d'america si recano in tour in Europa. Oltre al match olimpico, disputano un altro test, questa volta ufficiale con la Francia

| Arbitro: | M Jeffreys |

|                                                   |           |                                |
| mete: Billac, Borde Got, Jaureguytrasf.:Struxiano | Marcatori | mete: von Schmidt trasf.:Davis |

## Barbarians
- I Barbarians hanno disputato i seguenti incontri:

| Cardiff 3 aprile 1920 | Cardiff RFC | 12 – 6 | Barbarians | Arms Park |

| Swansea 5 aprile 1920 | Swansea RFC | 14 – 3 | Barbarians | (Saint Helen's) |

| Cardiff 27 dicembre 1920 | Cardiff RFC | 6 – 5 | Barbarians | Arms Park |

| Newport 28 dicembre 1920 | Newport RFC | 39 – 0 | Barbarians | (Rodney Parade) |

| Leicester 29 dicembre 1920 | Leicester Tigers | 8 – 6 | Barbarians | (Welford Road) |

## Campionati nazionali
| Argentina            | Camp. di Buenos Aires   | CASI                         |
| Francia              | Campionato              | Stadoceste tarbais           |
| Inghilterra          | Campionato delle contee | Gloucestershire              |
| Romania              | Campionato              | AP Stadiul Român Bucureşti   |
| Nuovo Galles del Sud | Shute Shield            | Sydney University            |
| Nuova Zelanda        | Ranfurly Shield         | Wellington detentore 1914-20 |
|                      |                         | Southland detentore 1920-21  |